# Championnat d'Irlande du Nord de football 1920-1921
Navigation
Édition précédente Édition suivante
Le vingt-septième Championnat d'Irlande de football se déroule en 1920-1921. C’est un championnat de transition. Les clubs dublinois ont quitté le championnat pour en créer un nouveau au sein de leur nouvel État. Ils ne pouvaient plus rester dans une organisation basée à Belfast et où les intérêts des équipes représentant la communauté catholique n’étaient pas protégés. La preuve en est l’éviction du club champion en titre, le Belfast Celtic. La fédération nord-irlandaise exclut le club pour les manifestations indépendantistes qui ont eu lieu lors du dernier championnat dans les tribunes du stade du Celtic et qui ont souvent été violentes.
Le championnat ne regroupe donc plus que 5 clubs, tous de Belfast ou de son immédiate proximité.
Glentoran FC gagne son sixième titre de champion et réalise le doublé en remportant aussi la Coupe d’Irlande du Nord.

## Les 5 clubs participants
- Cliftonville FC
- Distillery FC
- Glenavon FC
- Glentoran FC
- Linfield FC

## Classement
| Rang | Équipe          | Pts | J | G | N | P | Bp | Bc | Diff |
| ---- | --------------- | --- | - | - | - | - | -- | -- | ---- |
| 1    | Glentoran FC    | 14  | 8 | 7 | 0 | 1 | 20 | 6  | +14  |
| 2    | Glenavon FC     | 12  | 8 | 5 | 2 | 1 | 14 | 8  | +6   |
| 3    | Linfield FC     | 9   | 8 | 3 | 3 | 2 | 8  | 6  | +2   |
| 4    | Cliftonville FC | 3   | 8 | 1 | 1 | 6 | 5  | 15 | -10  |
| 5    | Distillery FC   | 2   | 8 | 1 | 0 | 7 | 7  | 19 | -12  |

|  | Champion d'Irlande du Nord |
|  | Relégation                 |

## Bilan de la saison
| Tableau d'Honneur                        |              |
| Compétition                              | Vainqueur    |
| Championnat d'Irlande du Nordde football | Glentoran FC |
| Coupe d'Irlande du Nord de football      | Glentoran FC |

| Promotions et relégations |                   |
| Relégués                  | Aucun             |
| Promus                    | Queen's Island FC |